# Simon Boëthius
Simon Johannes Boëthius, född  6 mars 1850 i Säfsnäs socken, Kopparbergs län, död 29 mars 1924 i Uppsala, var en svensk historiker och politiker.

## Biografi
Simon Boëthius var yngste son till kontraktsprosten Daniel Edvard Boëthius och Johanna Arosenius. Han avlade mogenhetsexamen i Falun 1869, och studerade därefter vid Uppsala universitet, där han avlade filosofie kandidatexamen 1872 och  filosofie licentiatexamen 1875. Boëthius blev 1877 docent i historia på sin doktorsavhandling Om den svenska högadeln under konung Sigismunds regering. Han fortsatte efter några år vid universitetet som lektor vid Uppsala högre allmänna läroverk och var rektor för Högre elementarläroverket för flickor under de första åren av 1880-talet. 
År 1889 utsågs han till extra ordinarie professor i historia vid Uppsala universitet, och 1901 till professor skytteanus. Bland hans studenter fanns kronprins Gustaf Adolf, Yngve Larsson, Gunnar Rexius, Axel Brusewitz och Erland Hjärne.
Han tillhörde Uppsala stadsfullmäktige 1899–1910, Uppsala läns landsting 1903–1909, och var ordförande i Uppsala drätselkammare 1905–1911. Han representerade Uppsala i Andra kammaren 1891–1902, och tillhörde Nya lantmannapartiet, som 1895 bytte namn till Lantmannapartiet. Under tiden i riksdagen var han bland annat ledamot av konstitutionsutskottet, och verkade för frågor om undervisning i till exempel läroverkskommittén. I ideologiskt avseende var han utpräglat konservativ. Hans största insats som riksdagsman var att lägga fram ett förslag om en ny slags examen, som senare blev verklighet genom införandet av realskoleexamen. I den heta debatten om rösträttsfrågan var han först av den uppfattningen att de demokratiska rättigheterna främst gällde bönder, och förespråkade den graderade skalan, men blev senare anhängare av proportionalismen.
Som historiker har han bidragit med verk som Hertig Karls och svenska riksrådets samregering 1594–1596  (1888–89), Gustaf IV Adolfs förmyndarregering och den franska revolutionen (1884–86), Några anmärkningar om uppkomsten och karaktären af frihetstidens författning (1891).
Han fortsatte i den äldre traditionen av professor skytteanus, och värnade aktivt bevarandet av de historiska aspekterna av statsvetenskapen som ämne, en inställning som framträder redan i installationsföreläsningen, Om ideologisk och empirisk forskning inom statsvetenskapen. De litterära alstren under tiden på den posten handlar bland annat om tillkomsten av 1809 års regeringsform, och om det moderna statsbegreppet, men han skrev dessutom populärvetenskapliga framställningar av den svenska historien. Han var därtill verksam som personhistoriker, bland annat som ledamot av Svenskt biografiskt lexikons redaktionskommitté, och skrev läroböcker i historia för alla stadier i skolan.
Han var ledamot av Humanistiska vetenskapssamfundet, Kungl. Vitterhets Historie och Antikvitets Akademien,  Kungl. Samfundet för utgivande av handskrifter rörande Skandinaviens historia och Kungl. Vetenskapssocieteten i Uppsala.
Med sin hustru Essie Sahlin, som han gifte sig med 1883, fick han barnen Bertil Boëthius, Axel Boëthius och  Gerda Boëthius.
Boëthius ligger begraven på Åls kyrkogård.